# A. J. 민터

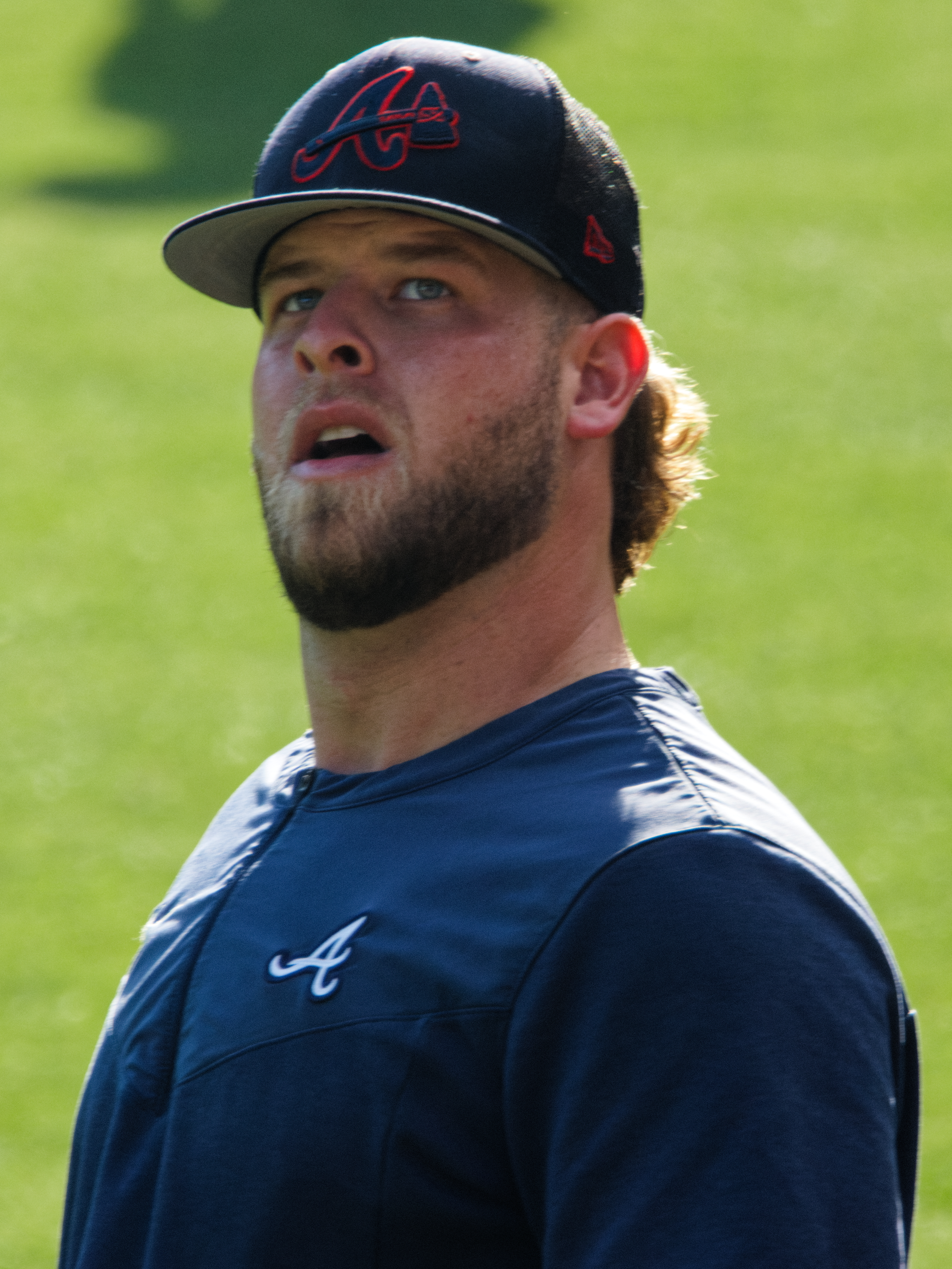
2022년 모습

A. J. 민터(A. J. Minter, 본명: 알렉스 조던 민터, Alex Jordan Minter, 1993년 9월 2일 ~ )는 메이저 리그 베이스볼(MLB) 애틀랜타 브레이브스의 미국 프로 야구 투수이다. 텍사스 A&M 대학교에서 대학 야구를 했다. 민터는 2015년 MLB 드래프트 2라운드에서 브레이브스에 지명되었다. 2017년 MLB에 데뷔했다.

## 고등학교 및 대학 시절
민터는 텍사스 불러드(Bullard)에 있는 브룩힐 고등학교(Brook Hill School)에 다녔으며 2012년 메이저 리그 베이스볼 드래프트 38라운드에서 디트로이트 타이거스에 지명되었다. 그는 계약을 맺지 않았고 텍사스 A&M 대학교에 다녔으며 그곳에서 대학 야구를 했다. 2014년 시즌 이후 그는 케이프캇 베이스볼 리그(Cape Cod Baseball League)의 코트 케틀러스(Cotuit Kettleers)와 함께 대학 여름 야구를 했다. 불펜에서 처음 2년을 보낸 후 민터는 3학년 때 선발 투수로 전환되었다. 주니어 시즌 초에 토미 존 수술이 필요한 부상을 입어 시즌을 마감했다.